# Camino de la Victoria

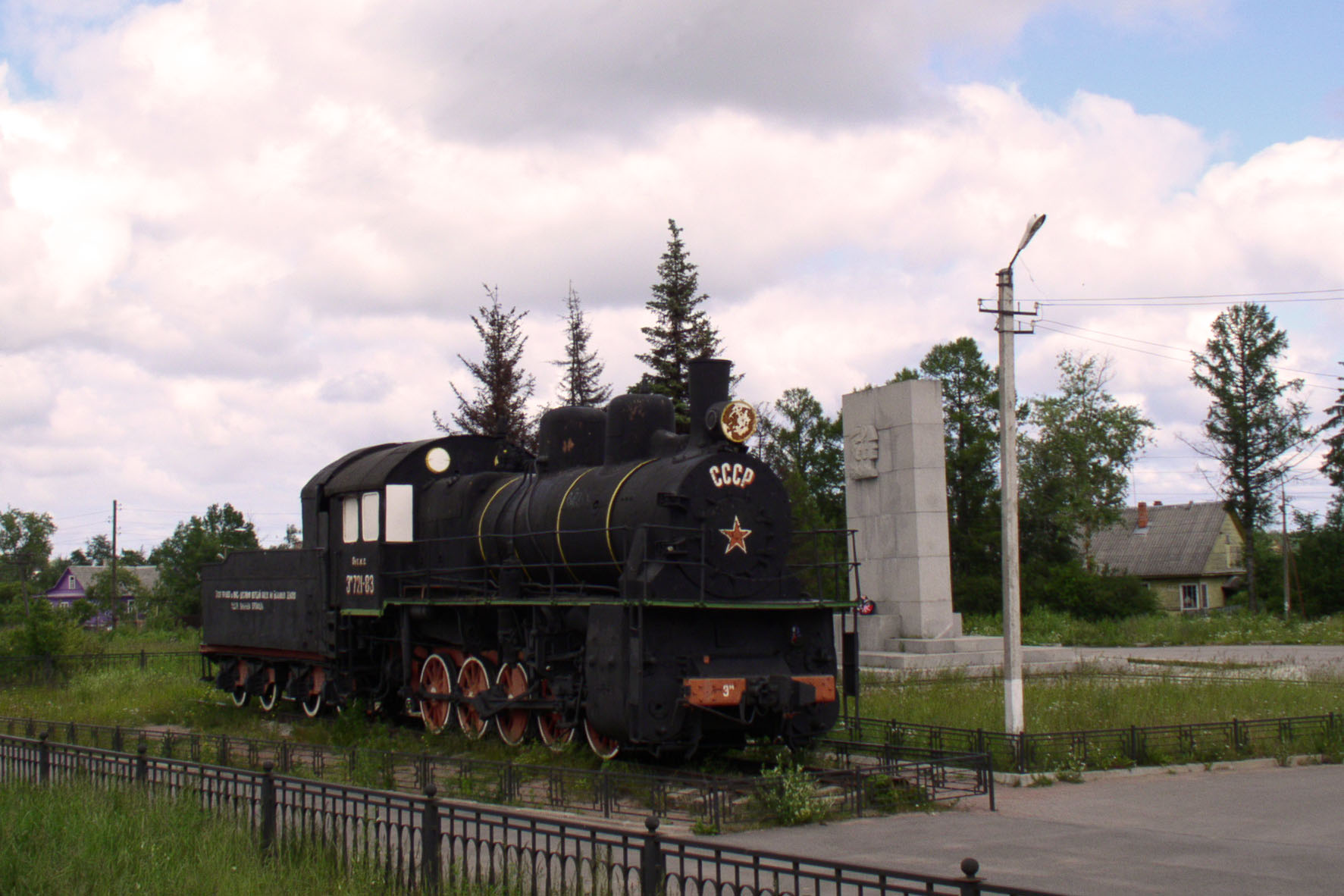
La locomotora de vapor EM-721-83 instalada en la estación de tren Petrokrepost en la región de Leningrado en memoria de los trabajadores ferroviarios

El Camino o Carretera de la Victoria (en ruso: Дорога победы), también conocido extraoficialmente como el Corredor de la muerte, es cómo se conoce al ferrocarril temporal soviético construido entre las poblaciones de Glade y Shlisselburg en los alrededores de Leningrado, que operó desde el 5 de febrero de 1943 hasta el 10 de marzo de 1944, durante el Sitio de Leningrado.
Contrariamente a la Carretera de la Vida que atravesaba las aguas heladas del lago de Ládoga, el Camino de la Victoria se extendía a lo largo de la orilla izquierda del río Nevá y en la costa sur del lago de Ládoga, trasportaba vitales suministros a apenas tres o cuatro kilómetros de las posiciones de artillería alemana más allá del llamado «Corredor de la Muerte». Desempeñó un papel clave y fue de importancia estratégica en la defensa de Leningrado así como en el posterior levantamiento total del sitio.

## Construcción
El 12 de enero de 1943, el Frente del Vóljov y el Frente de Leningrado pasaron a la ofensiva durante la operación Iskra, como resultado de lo cual, el 18 de enero, se rompió el Sitio de Leningrado en la margen izquierda del río Nevá, al sur del lago Ládoga. Ahora era posible conectar Leningrado con el resto del país por un camino de tierra, reemplazando el camino a través de las congeladas aguas del lago ládoga, llamado Camino de la Vida. Como resultado, ese mismo día, el Comité de Defensa del Estado  (en ruso: Государственный комитет обороны, ГКО, romanizado: Gosudarstvennyj komitet oborony, GKO) decidió designar una estrecha franja de terreno para la construcción de un ferrocarril temporal.

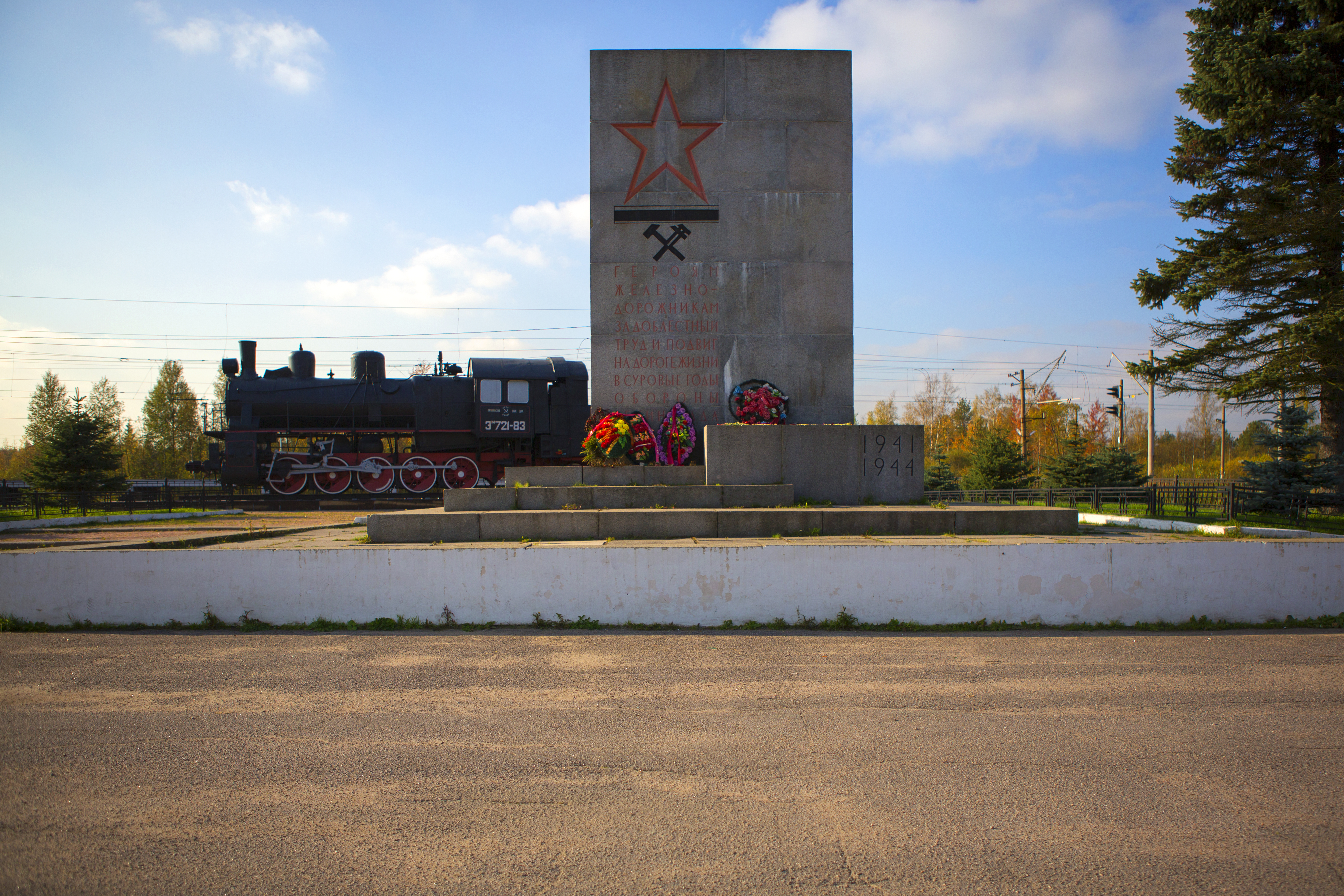
Estela "Camino de acero" dedicada al Camino de la Victoria. Instalado en la estación Petrokrepost

La construcción fue confiada a la Dirección de Obras de Reconstrucción Militar (UVVR) (en ruso: управление военно-восстановительных и заградительных работ) que debía controlar la construcción y mantenimiento, las posibles reparaciones del ferrocarril así como las tropas ferroviarias en el área del frente. La UVVR típicamente comandaba una o varias brigadas ferroviarias, cada una operando generalmente en una línea ferroviaria separada. La dirección de las obras fue confiada al Arquitecto Jefe de Leningrado Iván G. Zubkov, que hasta entonces había trabajado en la construcción del metro de Leningrado, con una fecha de finalización de las obras de solo veinte días. La ruta debía atravesar pantanos y bosques, sin embargo la tarea más difícil fue construir un puente de bajamar de 1300 metros de largo a través del río Nevá. 
La ubicación del puente se estableció sobre la base de búsquedas cuidadosas en los archivos de la ciudad, así como los documentos de la Baltic Shipping Company. Esto llevó a la selección de un sitio donde el río solo tenía una profundidad máxima de seis metros, aunque la velocidad del flujo de la corriente del río era de 2 m/s. De ahí la forma arqueada del puente, ya que aumentaba su resistencia a la corriente rápida del río Nevá. Los proyectiles y las minas sin detonar se convirtieron en un problema aparte. Solo en la zona de la ruta, se descubrieron 1730 minas, siete bombas sin detonar y 52 proyectiles de artillería. Además, la carretera fue construida en condiciones de frío extremo y bajo constante fuego de artillería enemiga (las posiciones alemanas estaban a solo unos kilómetros de distancia). Para acelerar la construcción, la carretera se construyó en condiciones livianas con curvas de radio pequeño, subidas empinadas y, en lugar de traviesas, a veces se usaban troncos de árboles ordinarios.
El 6 de febrero de 1943 se puso en funcionamiento la línea ferroviaria Polany-Shlisselburg, construida antes de lo previsto, en tan solo diecisiete días. Su longitud era de treinta y tres kilómetros, tenía tres puentes (a través de los ríos Nevá, Naziya y Czarna) y tres viaductos, así como instalaciones para el suministro de agua y electricidad. El trabajo se completó el 6 de febrero, antes de lo previsto y los trenes comenzaron a entregar suministros inmediatamente. El 7 de febrero, el primer tren del «continente» llegó a la estación Finlyandsky. Y a mediados de febrero se normalizó el suministro de alimentos al mismo nivel que el establecido para otros centros industriales del país.

## Uso

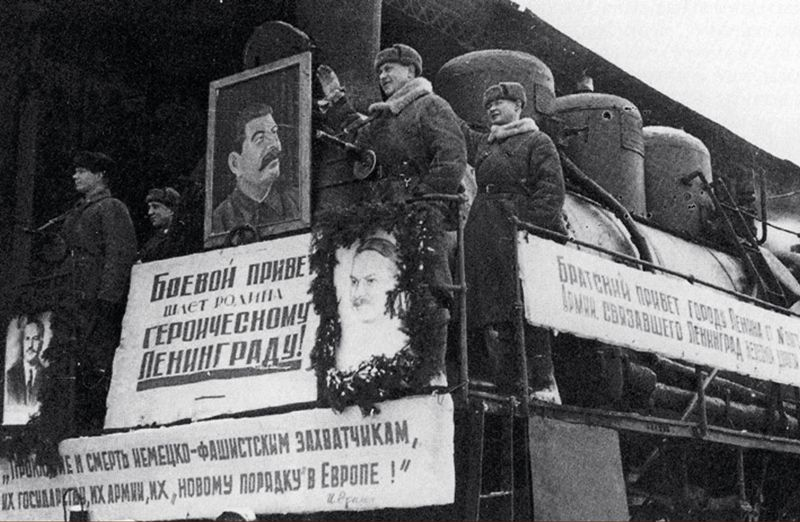
Primer tren que llegó a la estación Finlyandsky en Leningrado el 7 de febrero de 1943 después de que el Ejército Rojo rompiera el sitio de Leningrado, en la operación Chispa

La ruta continuó siendo extremadamente vulnerable; corría por una franja de tan solo ocho kilómetros de anchura presidida por unas alturas que se hallaban en manos enemigas. El puente sobre el Neva era el punto más vulnerable y los alemanes enviaban a sus bombarderos regularmente para destruirlo.
Inicialmente, el tráfico de trenes en la ruta era alterno, por lo que solo era posible mover dos o tres pares de trenes al día. El método de la caravana se utilizó para aumentar el número de transportes: todos los trenes iban a Leningrado en una noche y en la dirección opuesta la siguiente. La distancia entre los trenes se redujo para que pudieran pasar entre dieciséis y veinticinco trenes en una noche. En el verano y otoño de 1943, fue posible establecer el transporte ferroviario de pasajeros: primero, dos vagones de pasajeros como parte de los trenes de carga, y luego el tren de pasajeros n.º 21/22 que cubría la ruta Leningrado - Moscú.
Conducir por esta ruta bajo constante fuego de artillería alemán era muy peligroso y la ruta se conocía entre los ferroviarios soviéticos como el «corredor de la muerte». En 1943, se entregaron 4.400.000 toneladas de carga a Leningrado (dos veces y media más que a través del Camino de la Vida). Se suspendió el 10 de marzo de 1944, una vez que el Ejército Rojo, gracias a la exitosa Ofensiva Leningrado-Novgorod, consiguió romper completamente el Sitio de Leningrado y hacer retroceder a los alemanes más de 200 km hasta las proximidades de la ciudad de Narva, en Estonia. En 1969, se erigió el monumento Camino de la Victoria cerca del asentamiento Priladozhsky.
El ferrocarril contribuyó significativamente a la evacuación de los habitantes de Leningrado, especialmente mujeres, niños y ancianos, el suministro de armas y tropas, transportes con alimentos y apoyo a los defensores. 15.000 ferroviarios recibieron la Medalla por la Defensa de Leningrado.

## Biografía
- Isayev, Aleksey (2006). Cuando la sorpresa se fue. La historia de la Segunda Guerra Mundial, que no conocíamos. (en ruso). M. Yauza, Eksmo. ISBN 5-699-11949-3. Archivado desde el original el 28 de diciembre de 2009. Consultado el 24 de noviembre de 2021.
- Jones, Michael (2016). El sitio de Leningrado: 1941-1944. Barcelona: Editorial Crítica. ISBN 978-8416771271.
- Glantz, David M. (2018). La batalla por Leningrado; 900 días asediado por la Wehrmacht. Desperta Ferro. ISBN 978-84-946499-7-4.

- Datos: Q4166767